# Crocodylus gariepensis
"Crocodylus" gariepensis es una especie extinta de cocodrilo que vivió en el sur de África a principios del Mioceno hace cerca de 17.5 millones de años. Sus fósiles han sido hallados a lo largo de un banco en el río Orange en Namibia, cerca de la frontera con Sudáfrica.
Cuando se nombró a esta especie en 2003, se hipotetizó que era un ancestro del actual cocodrilo del Nilo, Crocodylus niloticus. Por entonces se pensaba que el registro fósil de C. niloticus se extendía hasta finales del Mioceno, lo que implicaba que "C." gariepensis pudo haber sido un precursor directo de esta especie. Estudios más recientes han propuesto que C. niloticus apareció en época mucho más reciente, lo que improbable que "C." gariepensis sea un ancestro improbable del cocodrilo del Nilo. Más aún, los más recientes estudios filogenéticos de los cocodrilos sitúan a "C." gariepensis en una posición evolutiva por fuera de muchas otras especies de Crocodylus, y muy lejos de la posición de C. niloticus. Estos estudios lo ubican en un clado informalmente denominado "mecistopinos", el cual incluye a los actuales cocodrilos hociquifinos del género Mecistops y al género extinto Euthecodon. Dado que "C." gariepensis no se incluye dentro del género Crocodylus definido en su sentido más restringido (Crocodylus sensu stricto), su nombre debe ser mostrado entre comillas. 
Aunque la mayor parte de Namibia actualmente es árida, "C." gariepensis vivió en una época en la que el clima local era húmedo y subtropical. Probablemente habitaba en bosques en galería que rodeaban al río Orange. Fósiles de tortugas gigantes y una variedad de pequeños mamíferos de madriguera han sido hallados en los mismos depósitos.